# Pico da Vara
O Pico da Vara é uma elevação portuguesa localizada no concelho do Nordeste, ilha de São Miguel, arquipélago dos Açores.
Este acidente geológico tem o seu ponto mais elevado a 1103 metros de altitude acima do nível do mar e é o ponto mais elevado da ilha de São Miguel. (É também o segundo ponto mais elevado dos Açores).
Faz conjuntamente com a Serra da Tronqueira, o Planalto dos Graminhais, o Espigão dos Bois e o Pico Verde a maior formação montanhosa desta ilha.
Nas suas encostas encontra-se a Reserva Florestal Natural Parcial do Pico da Vara, onde se encontra o priolo, ave endémica apenas desta ilha do arquipélago e espécie tida como muito rara e em vias de extinção. Nas suas encostas nascem várias ribeiras, nomeadamente a Ribeira de João de Herodes, a Ribeira da Água, e a Ribeira Despe-te que Suas.